# Clopotniță

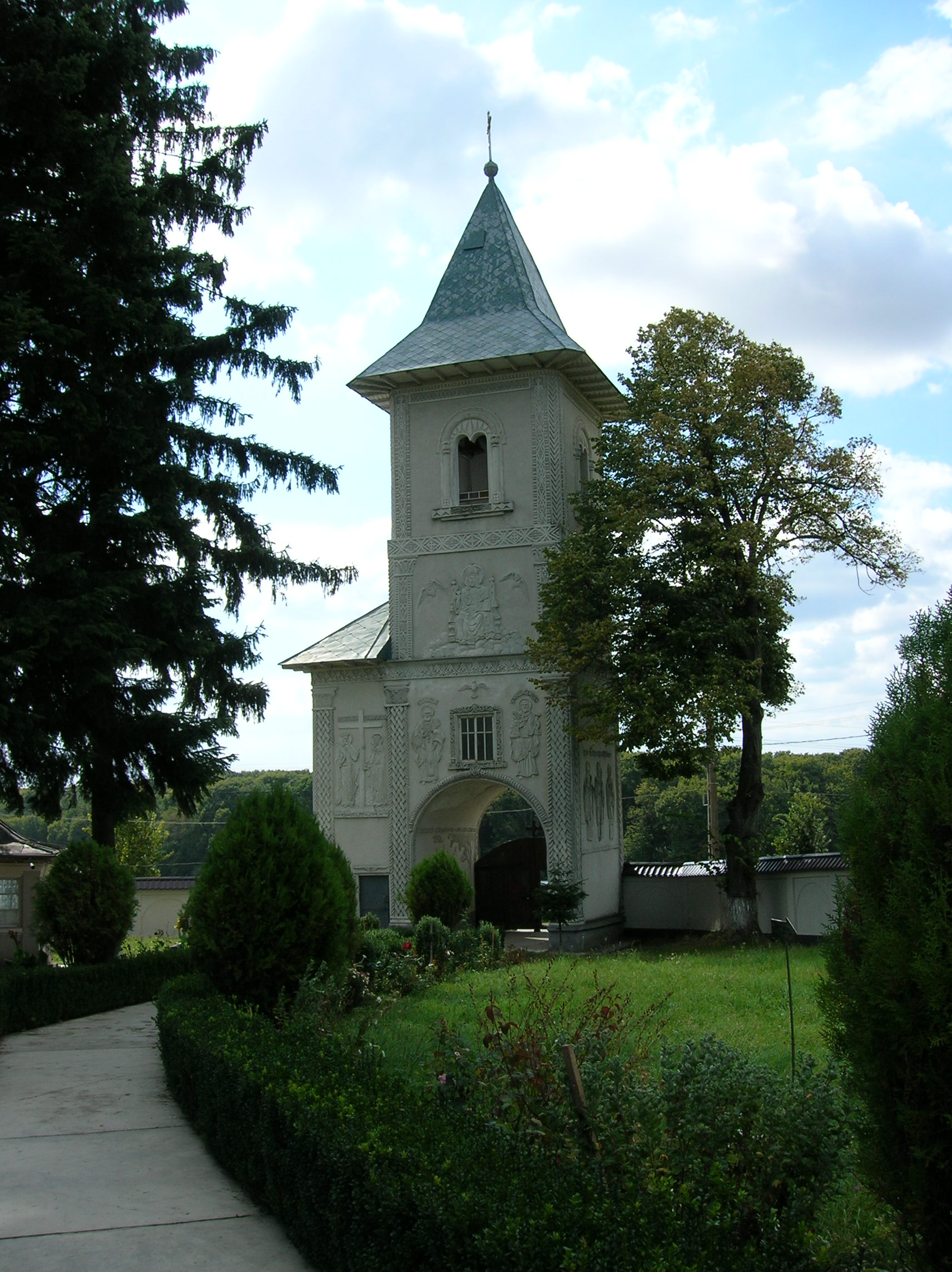
Clopotnița de la intrarea Mănăstirii Runc, sat Runcu, Județul Bacău

Clopotnița (alternativ campanila) este un turn de biserică (de obicei unul din față) sau o construcție situată în apropierea bisericii – adeseori în formă de turn - în care sunt instalate clopotele.

## Detalii arhitecturale

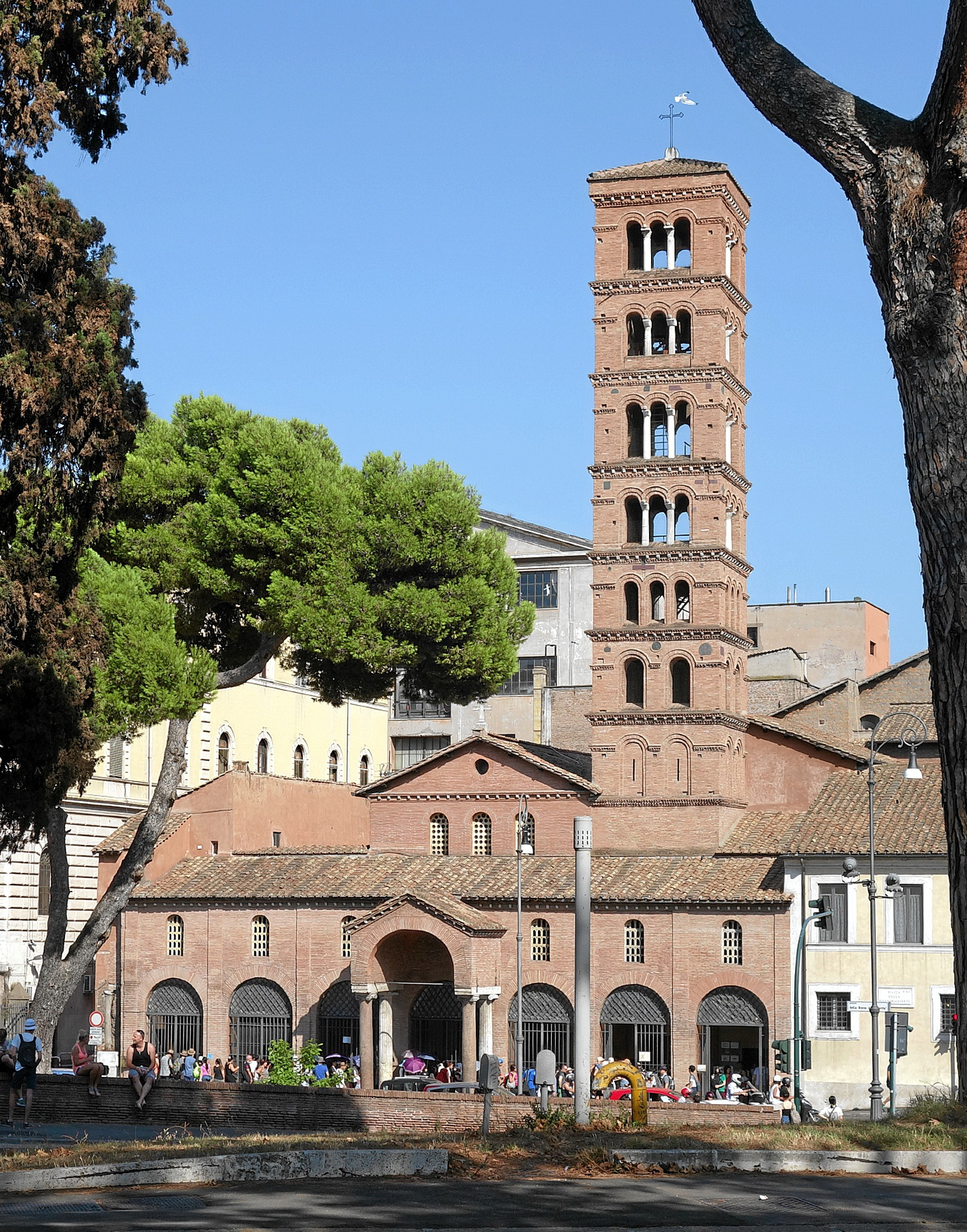
Campanila bisericii en, Roma

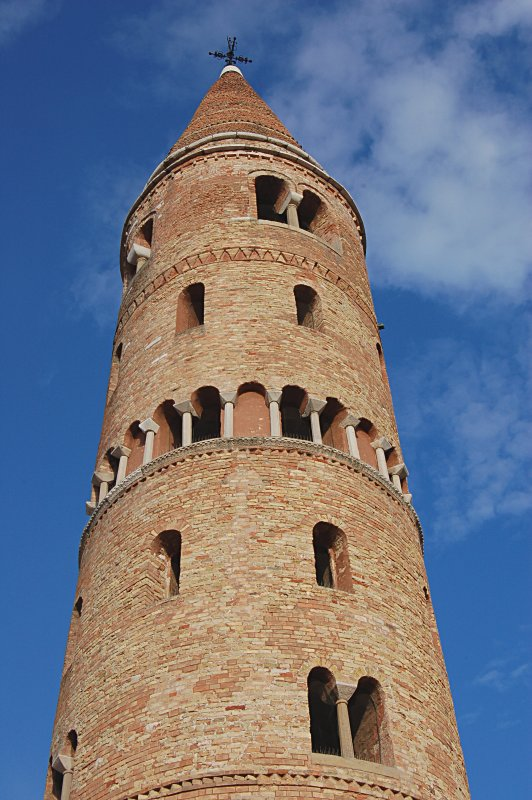
Campanila din Caorle

Uzual clopotnițele sunt de forma unor turnuri înalte circulare sau poligonale, cu mai multe etaje. Pentru ca sunetul clopotelor să poată fi auzit cât mai de departe, acestea sunt instalate cât mai sus, iar încăperea destinată lor fie are zidurile prevăzute cu deschideri pe fiecare parte, fie este de forma unui foișor deschis.
Pe vârful turnurilor bisericilor se montează deobicei o sferă, în care se pun documente ale vremii, ziare, monede, fiind un loc sigur pentru posteritate. Pe sferă se fixează des o tijă pe care se montează cruci, diferite figuri (cocoși, îngeri, sfinți), flamuri de metal, indicatoare de vânt sau o figură cu zimți (soarele). 

## Utilizare
De regulă, clopotele sună pentru a apela la un serviciu de biserică, marcând timp și evenimente speciale, cum ar fi o nuntă (nuntă), înmormântare (serviciu funerar) sau, mai ales în vremuri vechi, pentru a solicita protecția unui oraș sau pentru o alarmă de incendiu.
În plus față de clopotele de pe clopotniță, poate exista un carillon, mai ales în Europa. În clădirile moderne, în loc de clopotele grele, uneori sunt instalate mici bare metalice pentru a extrage sunete, vibrațiile acestora fiind amplificate electronic. Plăcile care reflectă sunetul montate pe turnul clopotniței sunt numite abasoane.
În trecut structurile respective – mai ales dacă erau înalte - serveau și ca locuri de observație.
O varietate de dispozitive electronice există pentru a simula sunetul clopotelor, dar orice turn substanțial în care o sumă considerabilă de bani a fost investit va avea, în general, un set real de clopote. Unele biserici au un loc în turnul clopotniței, un spațiu în care au fost organizate ceremonii pentru a evita calamitățile legate de vreme, cum ar fi furtunile și ploaia excesivă. Turnul principal al clopotniței Catedralei din Murcia are patru. 
În creștinism, multe biserici anglicane, catolice și luterane își băteau clopotele din clopotniță de trei ori pe zi, la ora 6 dimineața, la amiază și la ora 18:00, chemând credincioșii creștini să rostească rugăciunea Tatăl nostru, sau Angelus, o rugăciune recitată în onoarea Întrupării lui Dumnezeu.

## Istorie
Primele clopotnițe erau formate din turnuri rotunde care erau deparate clădirea bisericii. Cele mai vechi clopotnițe  au fost amplasate la Catedrala Sf. Ioan Botezătorul de pe Dealul Lateran și în Catedrala Sf. Petru din Roma.

## Cele mai înalte clopotnițe
- Clopotnița  Catedralei din Köln - 157,38 m
- Clopotnița Catedralei din Strasbourg - 142 m
- Clopotnița  Catedralei Sf. Ștefan - 136,44 m
- Clopotnița  Catedralei Sf. Mihail din Hamburg - 132,1 m
- Clopotnița  Catedralei Sfinții Petru și Pavel din Sankt Petersburg - 122,5 m

## Galerie

Clopotnițe
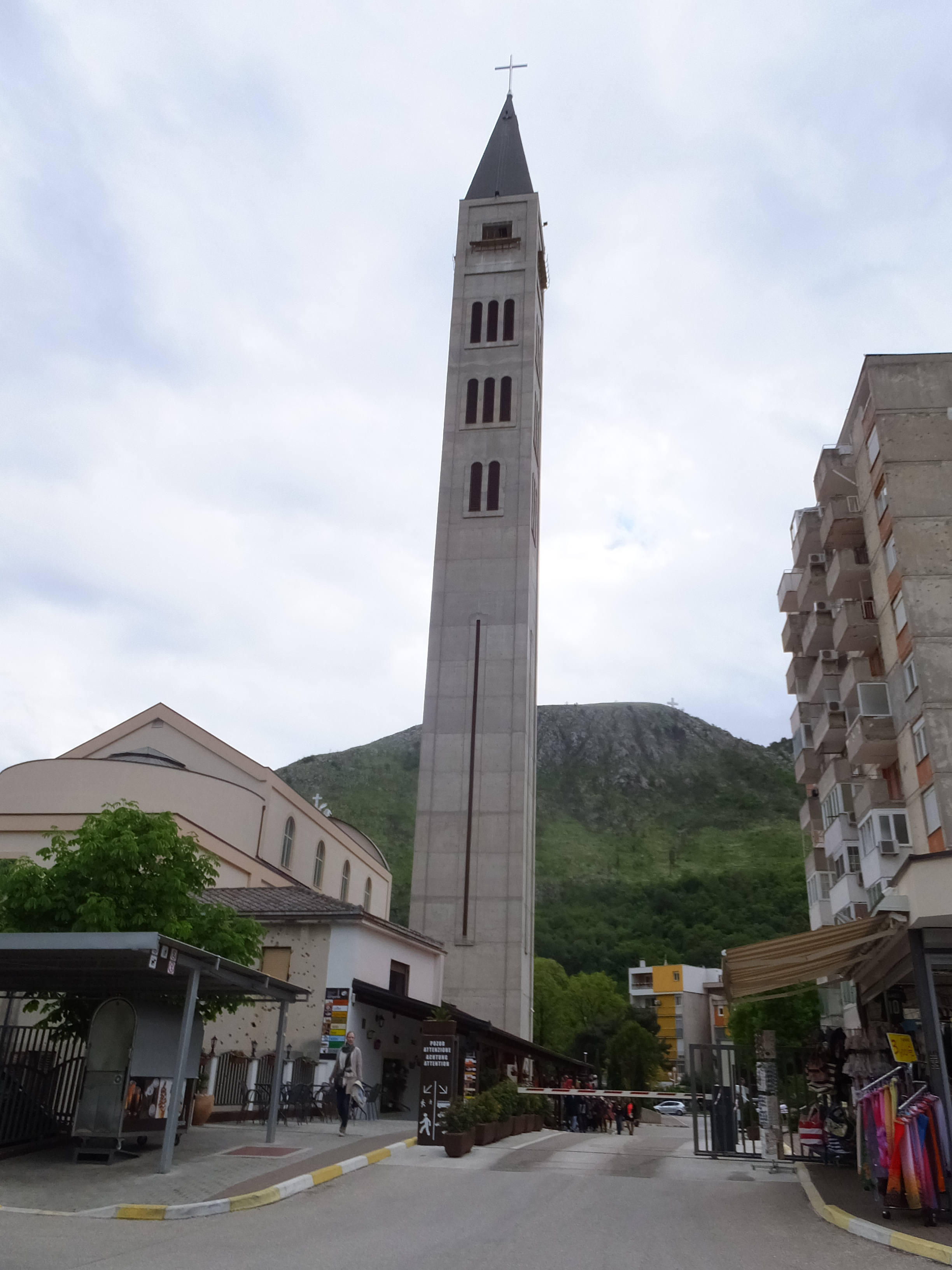
Clopotniță, Mostar
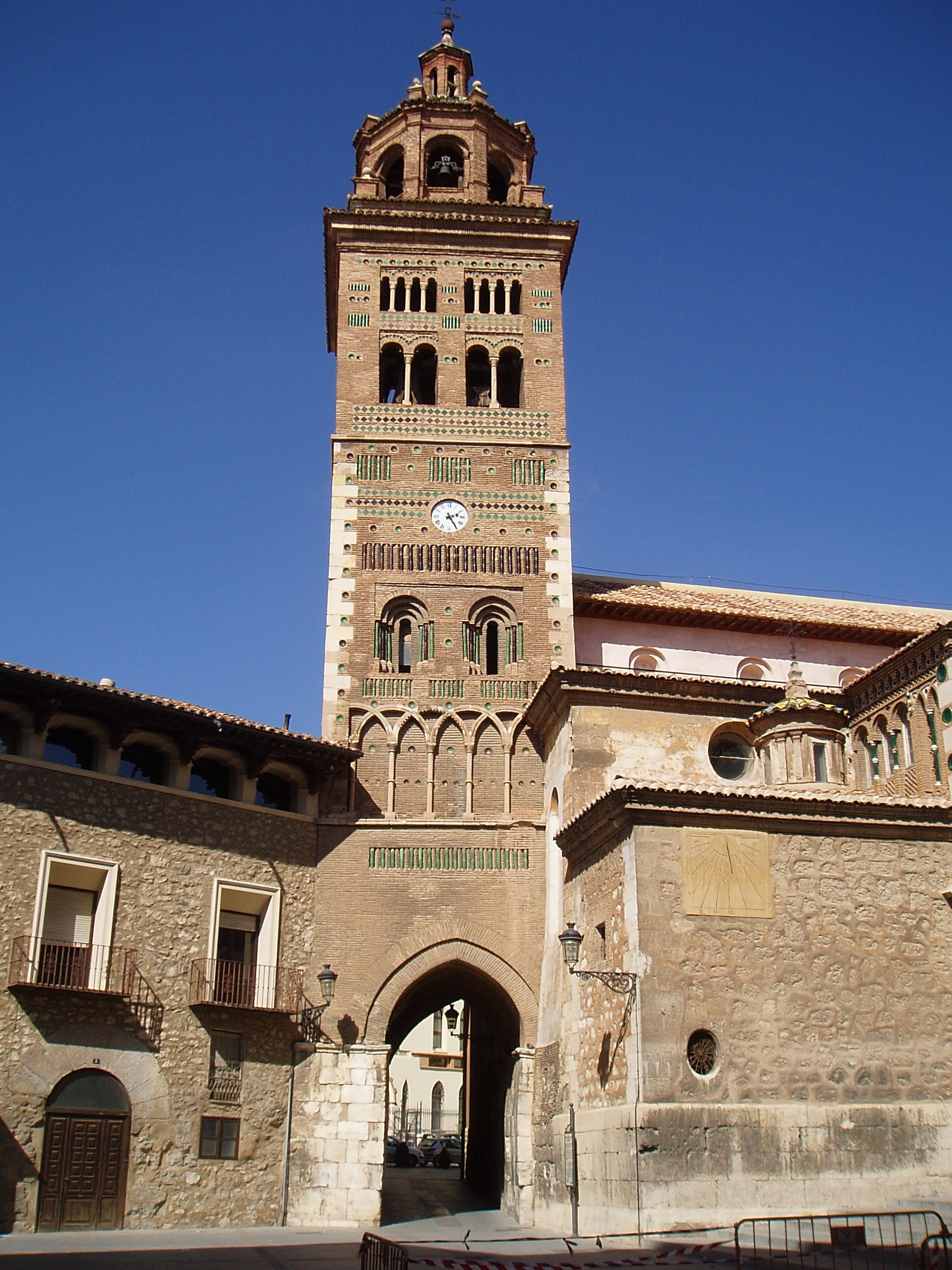
Clopotniță, Teruel, (Spania).
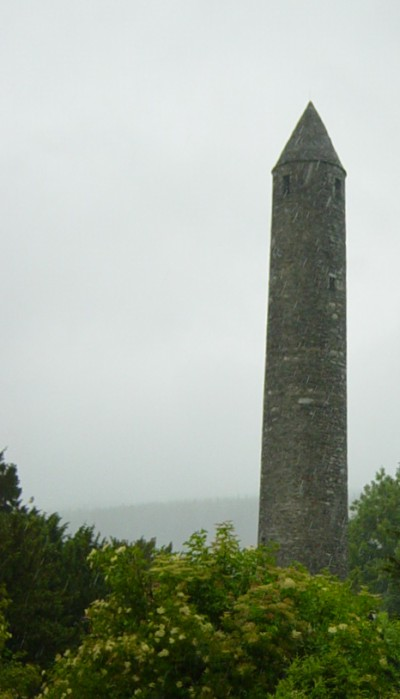
Turn irlandez, clopotniță, Glendalough, Irlanda
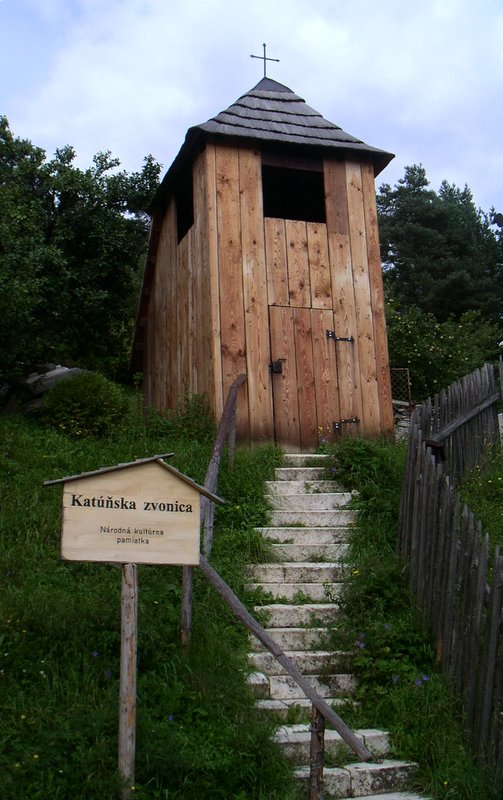
Clopotniță, Katúň, Slovacia (≈ sec. al XII-lea)
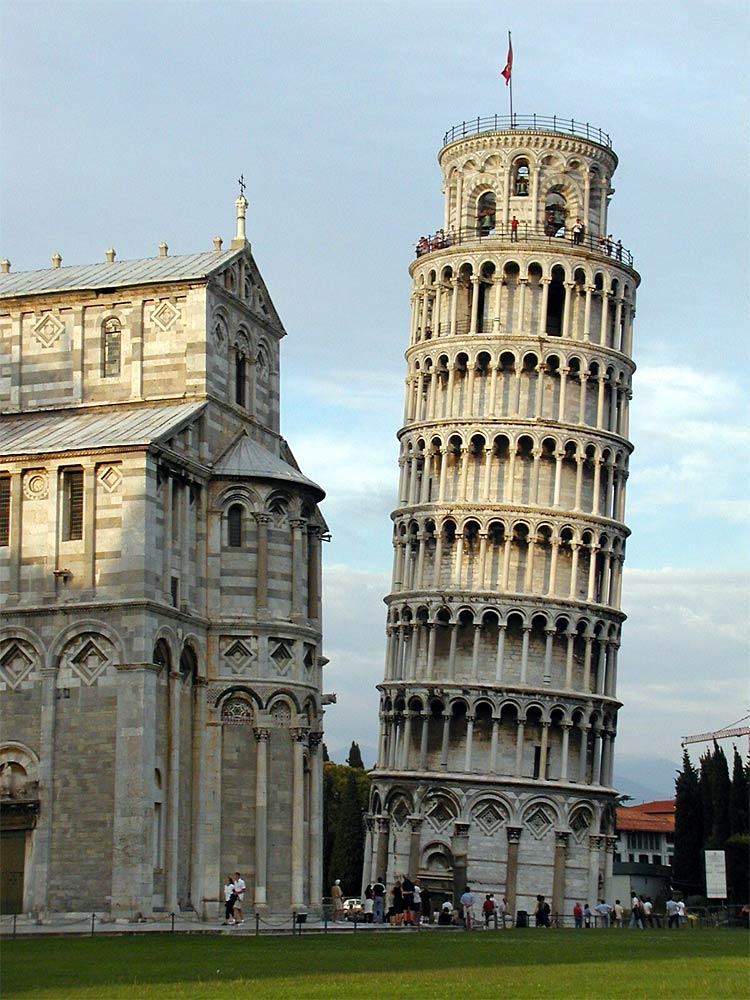
Turnul înclinat din Pisa, Italia (1173-1372)
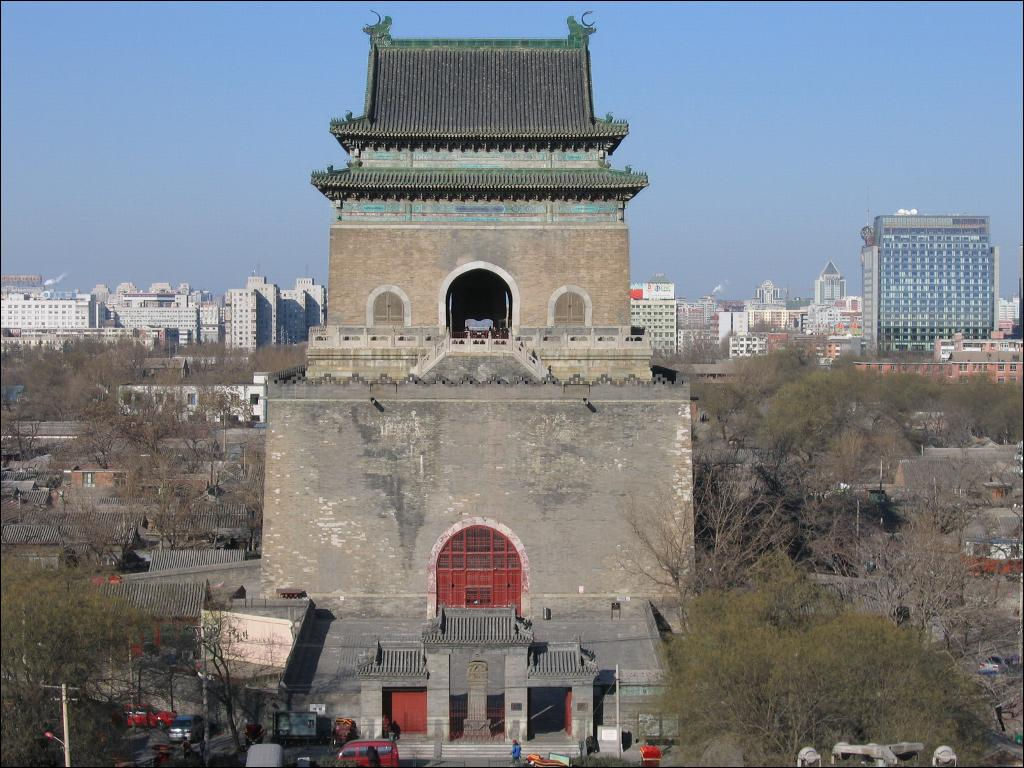
Clopotnița din Beijing (1272, reconstuită în 1420 și în 1800)
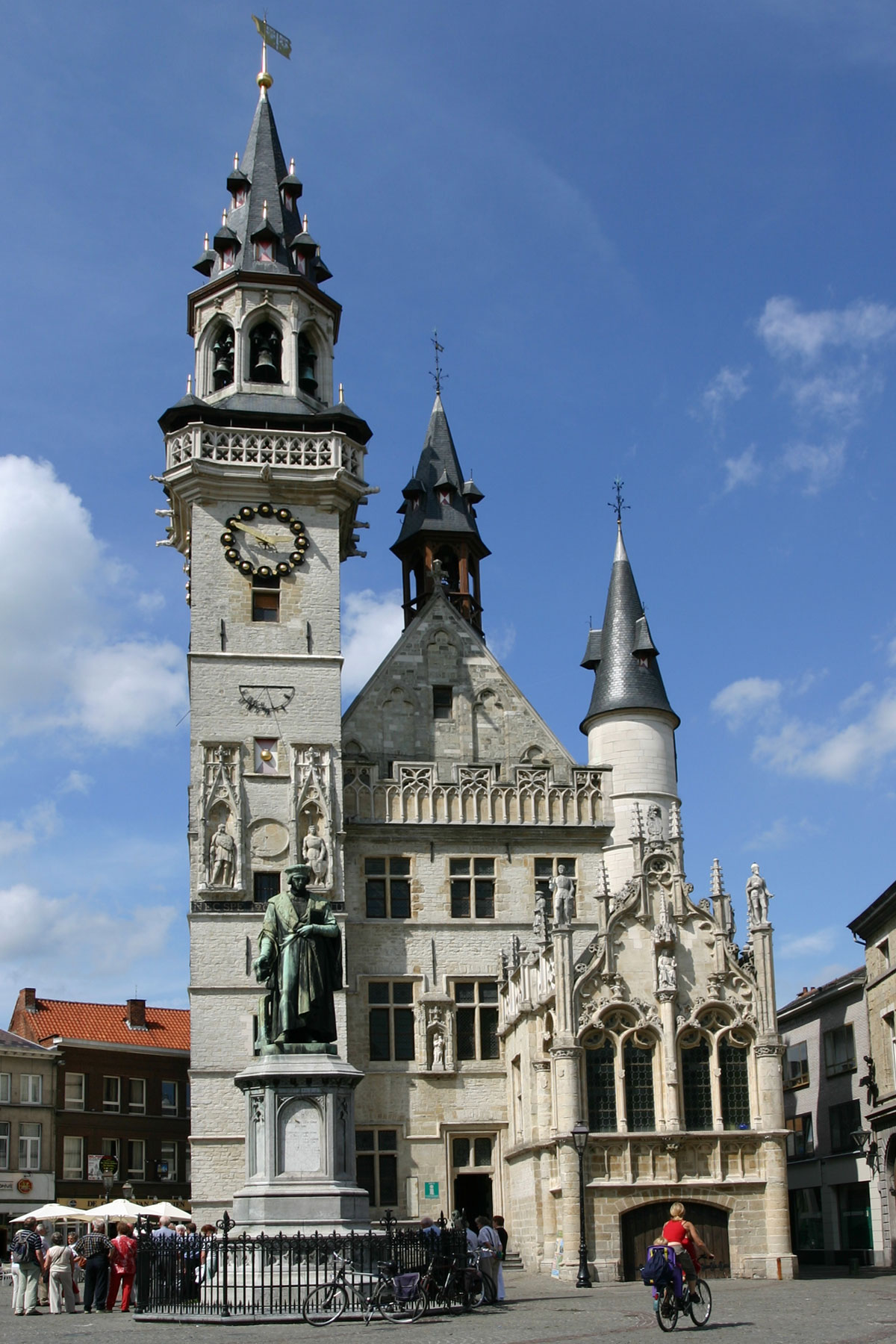
Clopotnița din Aalst, Belgia (1460)
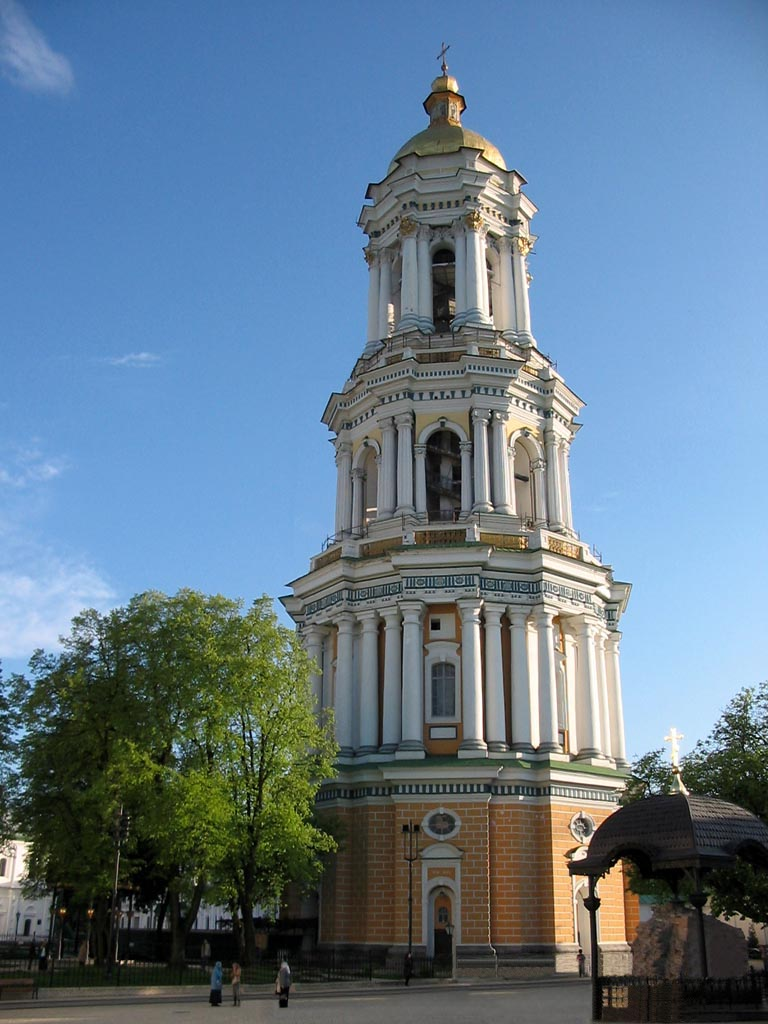
Clopotniță, Lavra Peșterilor din Kiev, Ucraina (1745)
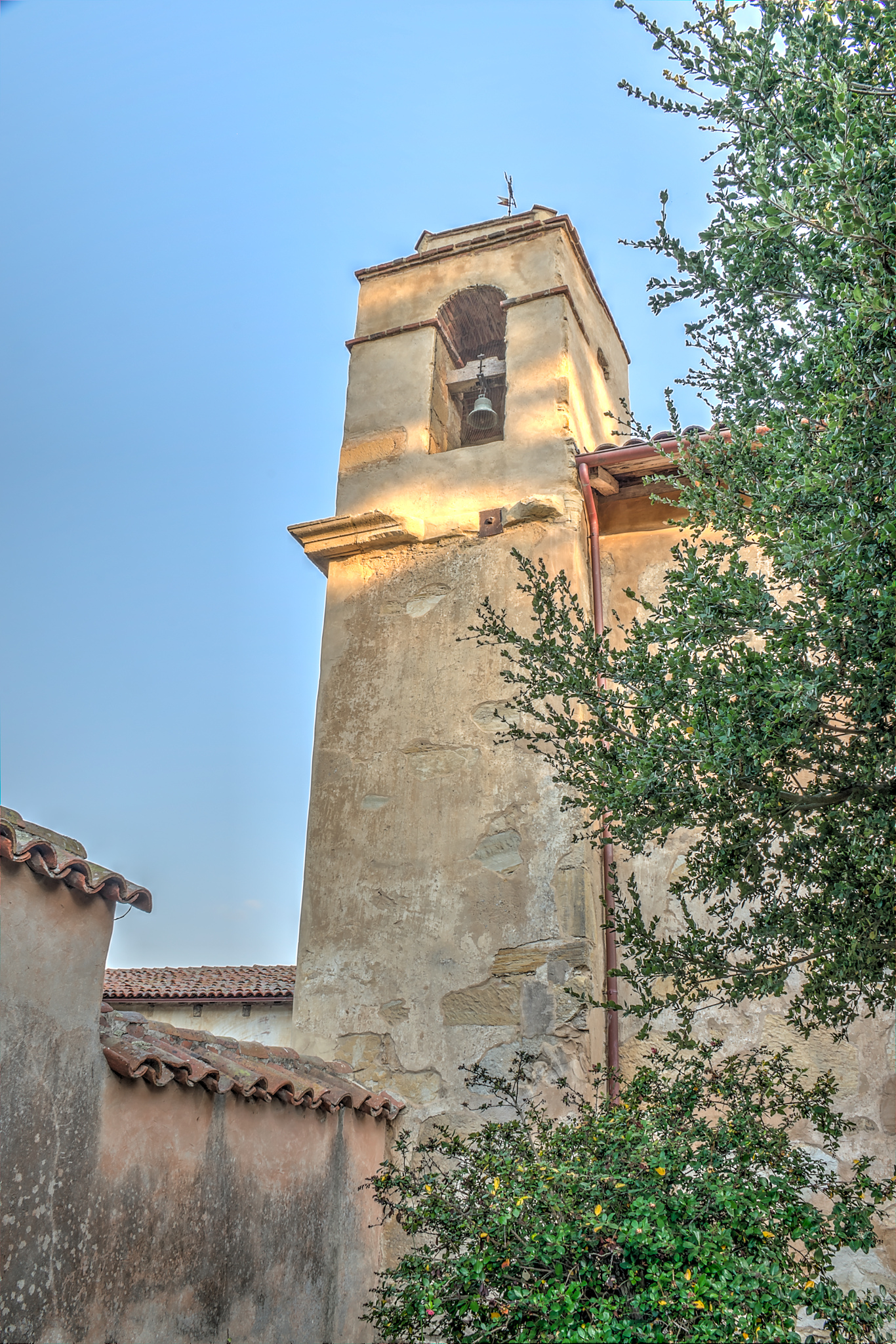
Clopotniță, Mission San Carlos Borromeo de Carmelo (1797)
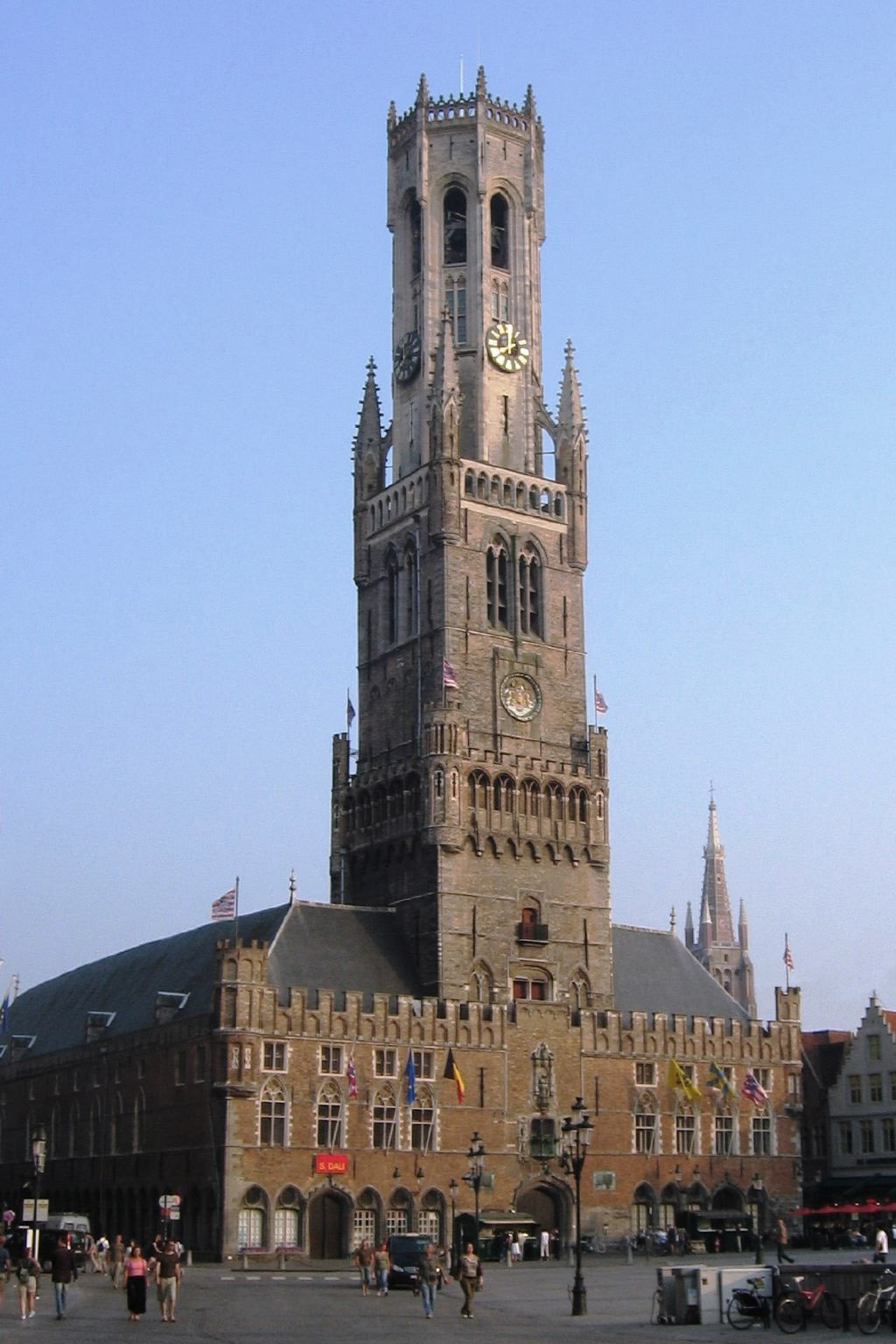
Clopotniță din Bruges, Belgia (1240) (modificată în 1480 și în 1820)
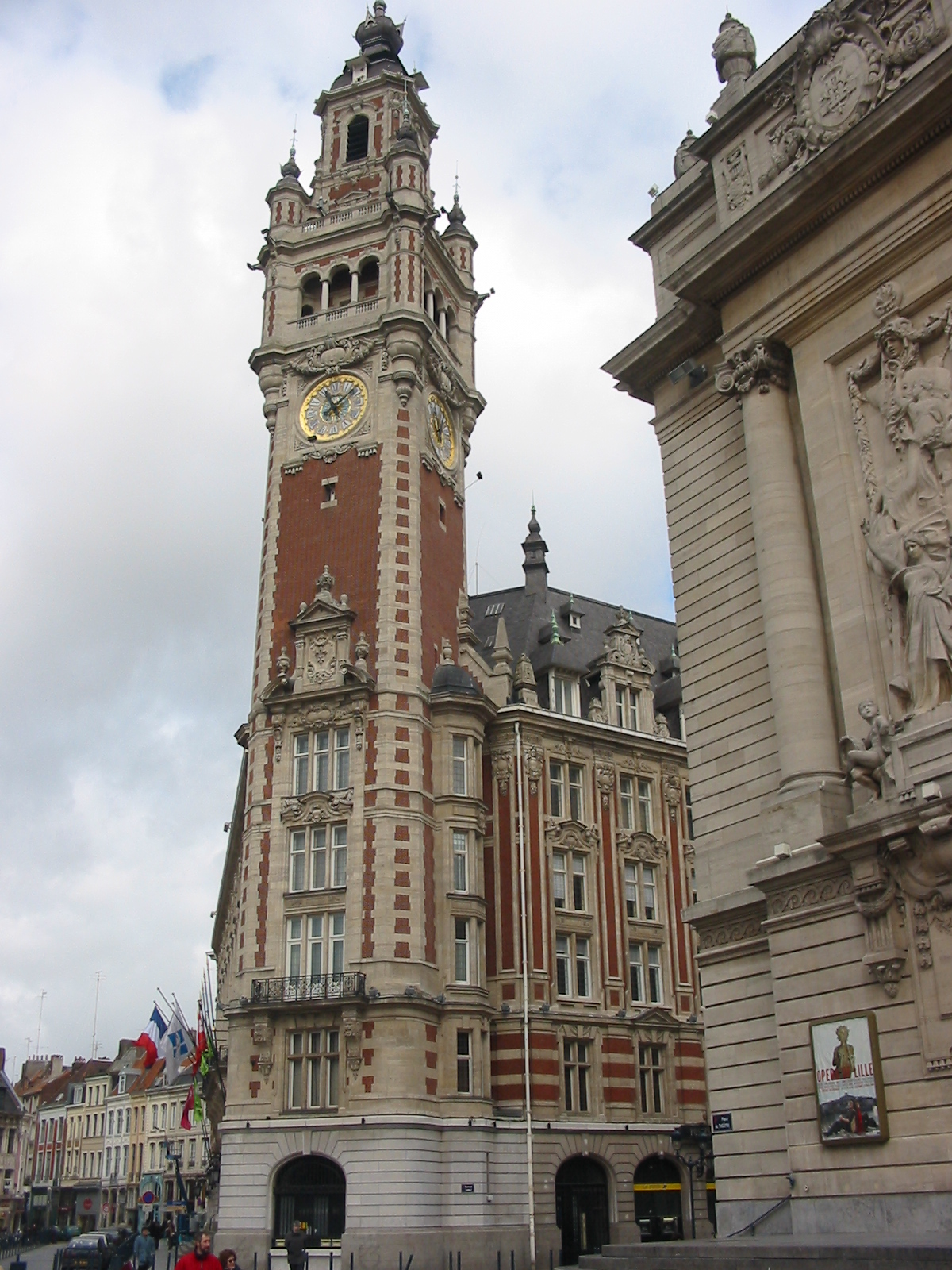
Clopotniță din Lille, Franța (1921)